# Urocitellus columbianus
Urocitellus columbianus là một loài động vật có vú trong họ Sóc, bộ Gặm nhấm. Loài này được Ord mô tả năm 1815.

## Hình ảnh

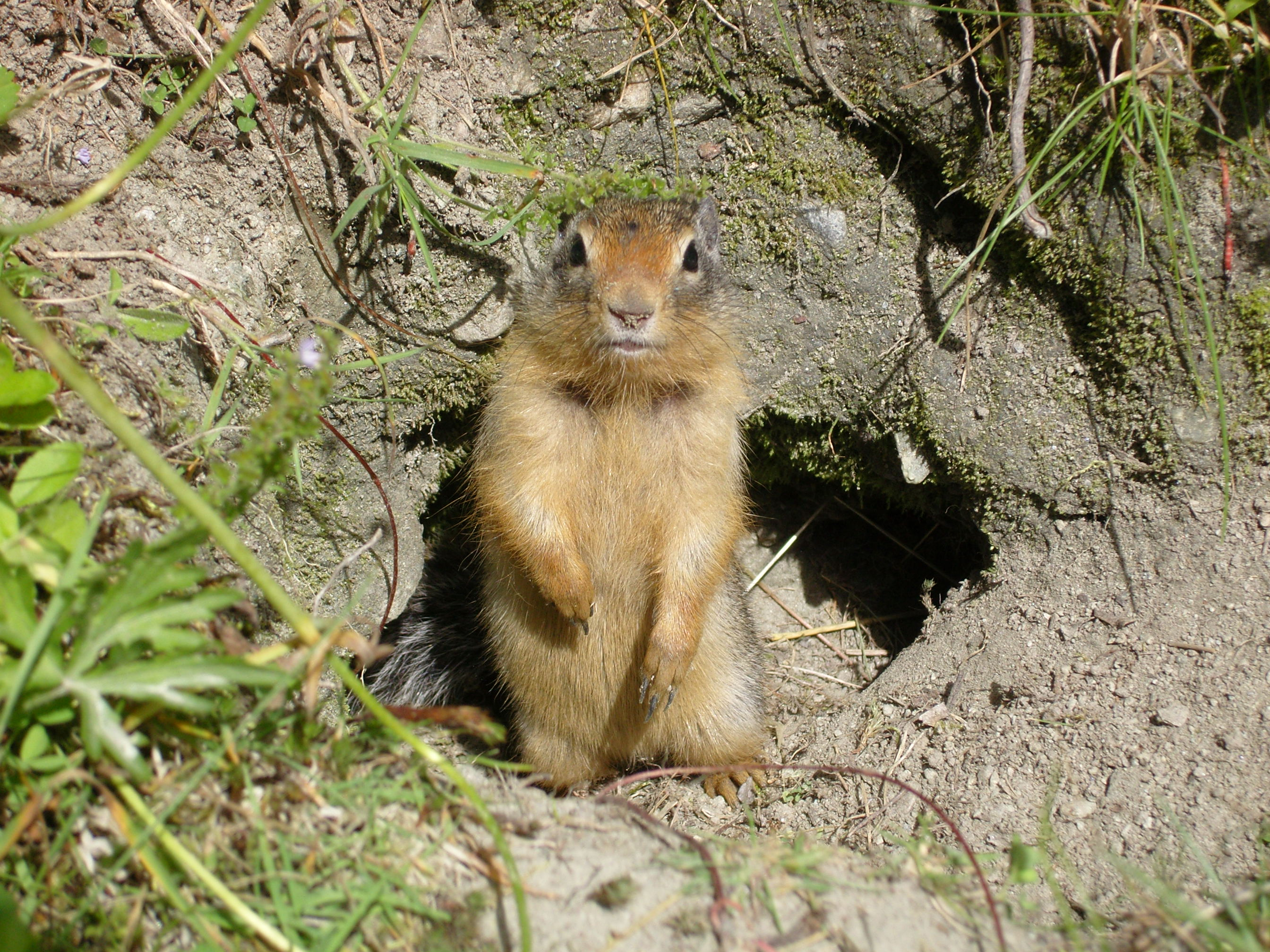
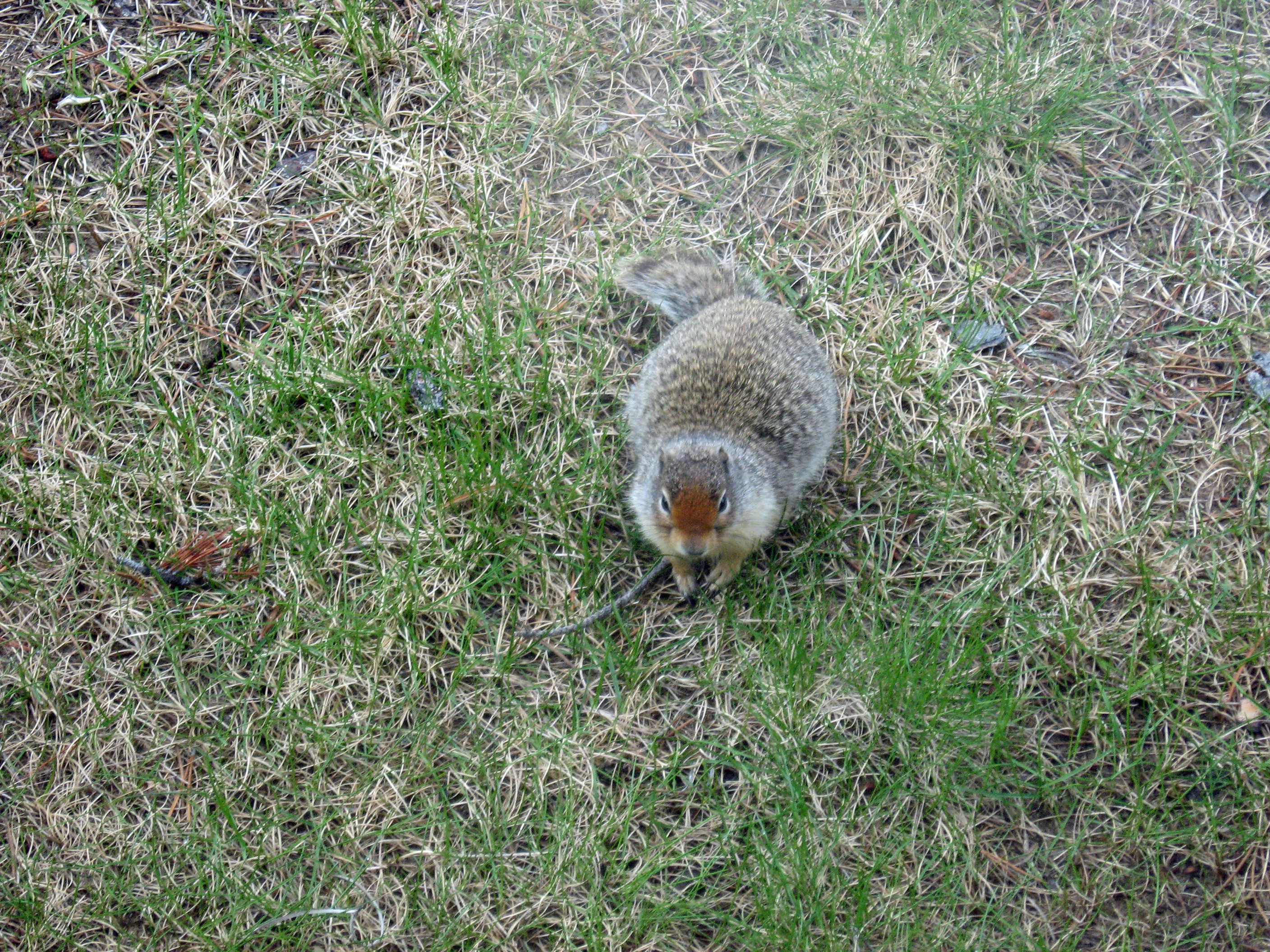
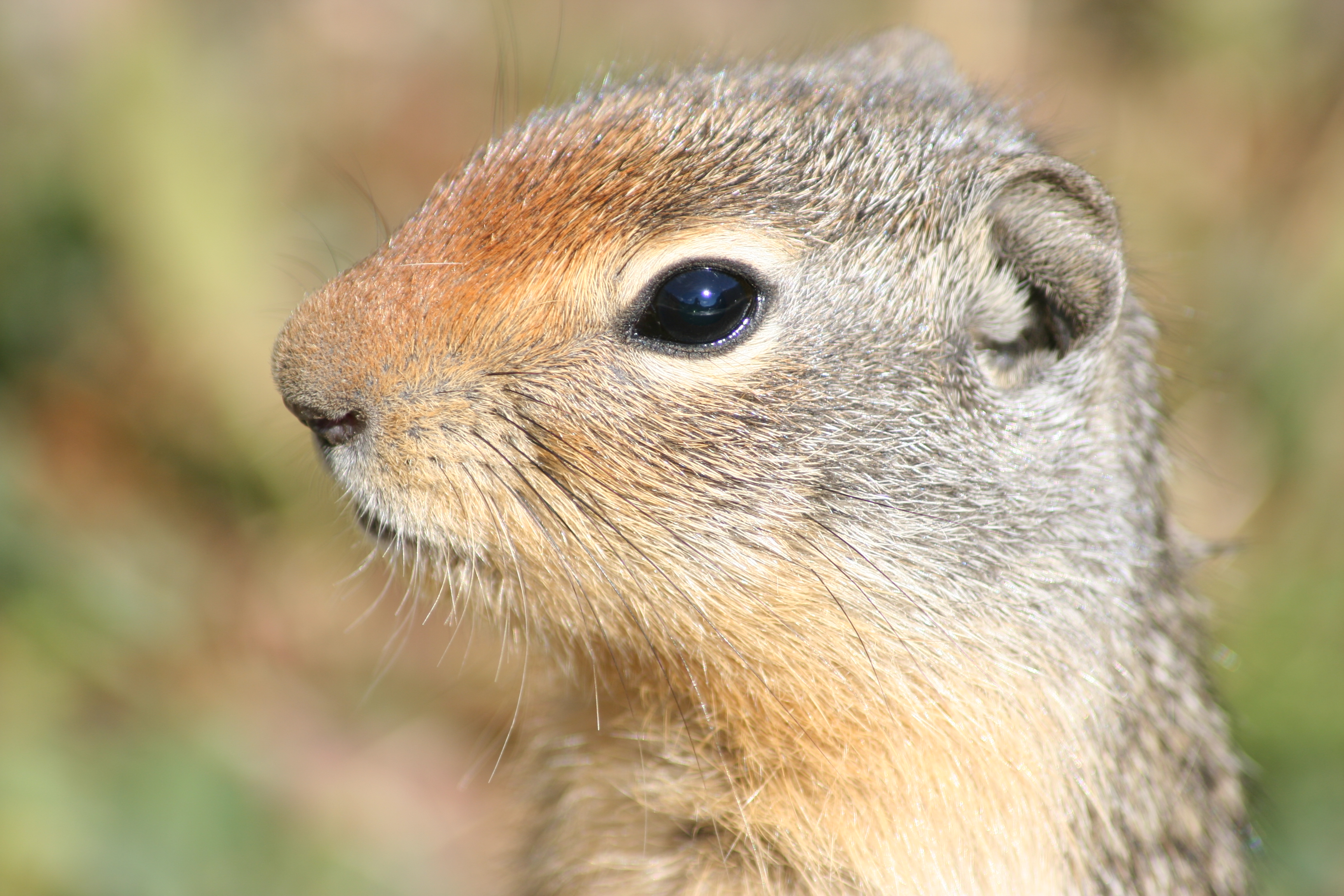
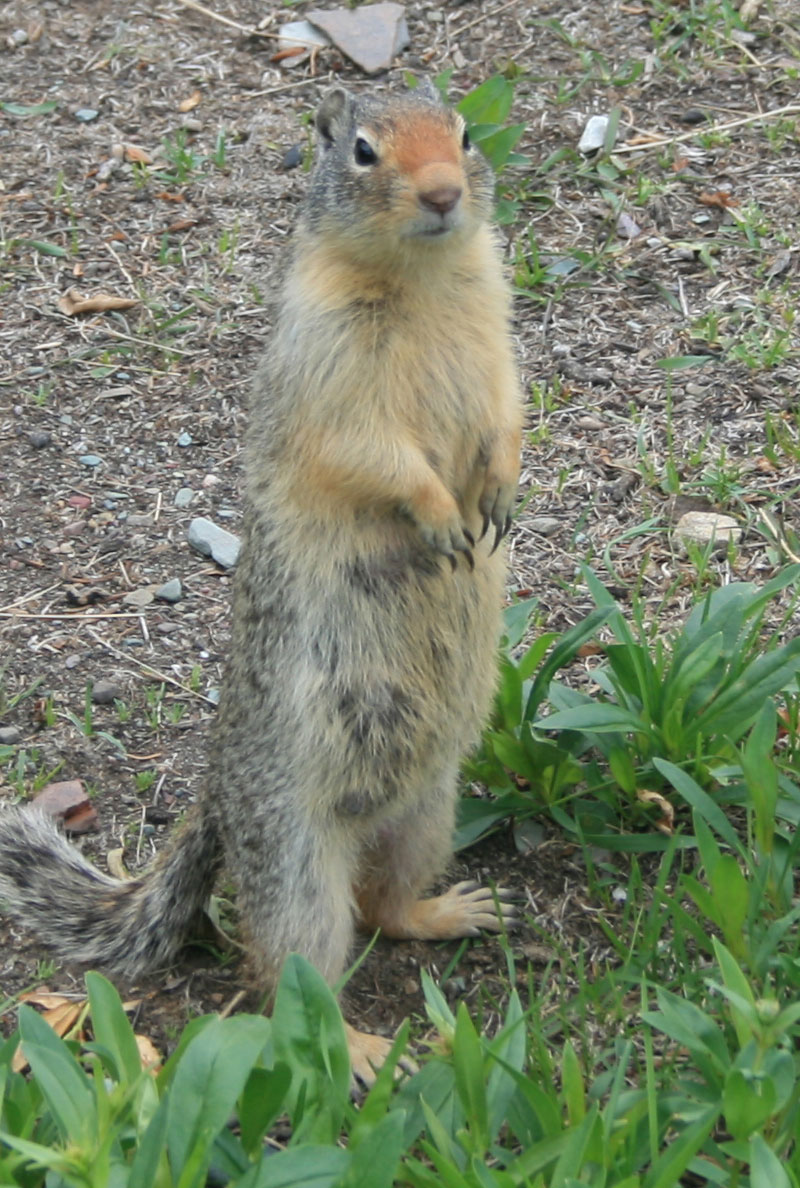